# سنبان (ذمار)
سنبان هي إحدى قرى مديرية ميفعة عنس بمحافظة ذمار وسط اليمن، بلغ تعداد سكانها 2841 نسمة حسب الإحصاء الذي أجري عام 2004.
وتقع شرق من مدينة ذمار على بعد 33 كم، على الطريق الرابط بين شرق اليمن ووسطه، وتتوسط مدينتي رداع وذمار، وتبعد عن مدينة رداع 25 كم.
وهي من أقدم الأسواق التجاريه قديماّ وحديثاً 
وكانت ضمن أملاك العناانيين من الـ القاسم والذي ينتسب إليه ثلثي قرية سنبان وهم أصلها وأقدم ساكنيها ومنهم الشيخ محمد علي ضيف الله شيخ ضمان عنس قبل ثورة 26 سبتمبر ومن ثم تنازل عن مشيخة الضمان لصهيره الشيخ صلاح المصري وأكتفا بالسياده مواساةً للأمام أحمد حميد الدين(الأصول بالمعارف) ومن ثم ننتقل إلى الـ القاضي ومنهم الوائ محمد القاضي كان من أحد أبناء الجمهوريه اليمنيه ومن الوطنيين الأحرار وله سيره مشرفه لقرية سنبان ومن ثم الـ الحضوري ومنهم الأدباء والمهندسين ورجال الأمن الشرفاء  ومن ثم الـ الفقيه ومنهم القضاه والدكاتره والشعراء والأدباء فقرية سنبان تعرف بتاريخها في العلم والتجاره فتجد منهم الكثير الكثير من الدكاتره والمهندسين والطيارين والضباط و رجال الأعمال والتجار الذين تعلم بأن السنباني مميز في كل أرفقت ألدوله من أصغرها حتى أكبرها